# Brasilândia
Brasilândia is een gemeente in de Braziliaanse deelstaat Mato Grosso do Sul. De gemeente telt 12.538 inwoners (schatting 2009).